# أتسوهيكو موري
أَتسوهيكو موري (باليابانية: 森 敦彦) (31 مايو 1972 في هيوغو في اليابان – )؛ هو لاعب كرة قدم ياباني سابق كان يلعب كحارس مرمى.

## وصلات خارجية
- أتسوهيكو موري على موقع رابطة كرة القدم اليابانية للمحترفين (اليابانية)
- أتسوهيكو موري على موقع عالم كرة القدم.نت (الإنجليزية)